# Ouratea simulans
Ouratea simulans là một loài thực vật có hoa trong họ Ochnaceae. Loài này được S. Moore mô tả khoa học đầu tiên năm 1893.